# Pietro Alberini
Pour les articles homonymes, voir Alberini.
Pietro Alberini, mort en 1100, est un cardinal  de l'Église catholique.  Il est membre de l'ordre des bénédictins du Mont-Cassin.

## Biographie
Alberini est créé cardinal-prêtre le 14 mars  1058 par Étienne IX.